# Justo Rodríguez Gallego
Justo Rodríguez Gallego (Don Benito, Badajoz, España, 29 de noviembre de 1954) es un sacerdote español que actualmente es obispo titular de Nomentum y obispo auxiliar de Zárate-Campana, en Argentina.

## Biografía
Estudió teología en Toledo, siendo ordenado sacerdote el 6 de julio de 1980 por el arzobispo de Toledo, Marcelo González Martín. En los años 80 trabajó como miembro de la Obra de Cooperación Sacerdotal Hispanoamericana en la diócesis de Zárate-Campana en Argentina, donde fue director espiritual del seminario diocesano. En 1989 regresó a la archidiócesis de Toledo, donde trabajó en la pastoral juvenil y parroquial. 
En 1997 volvió a la diócesis de Zárate-Campana, donde dirigió la pastoral vocacional de la diócesis, fue vicario episcopal de la misión y Decano, miembro del consejo de sacerdotes y del colegio de consultores, además, fue vicario episcopal de pastoral. Durante el periodo de sede vacante de la diócesis en 2015, fue administrador diocesano. El obispo Pedro Laxague lo nombró vicario general de la diócesis. 

### Obispo
El papa Francisco lo nombró obispo titular de Nomentum y obispo auxiliar de Zárate-Campana el 10 de octubre de 2020.